# Перелісок

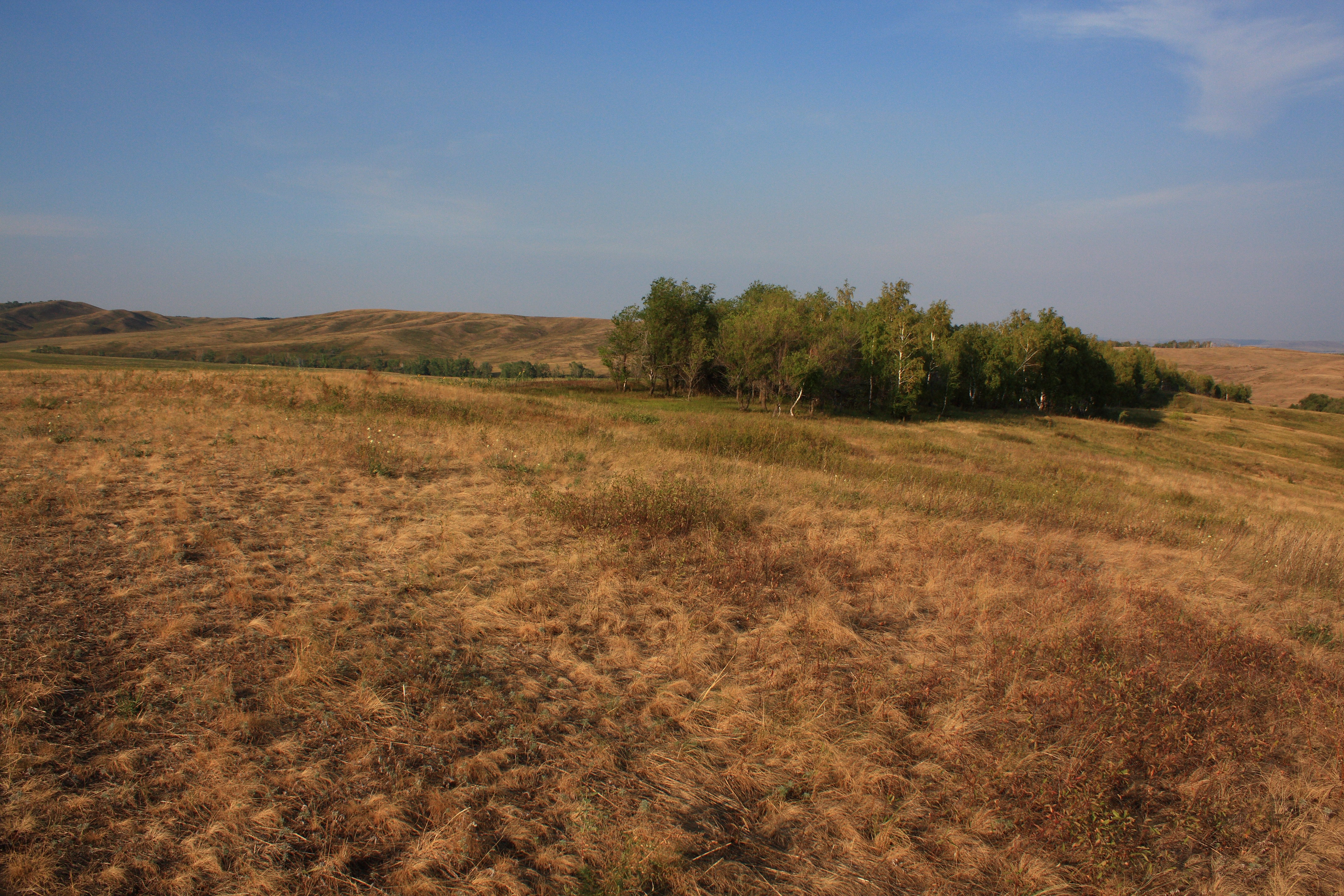
Степовий перелісок

Перелісок — назва вузької смуги лісу, котра врізається у поле. Також переліском називають невеликий рідкий лісок або ж ділянку молодого лісу, що розміщена серед старого.
Степові переліски виконують природоохоронну функцію та мають важливе значення в захисті навколишнього середовища. Належать до захисної категорії першої групи лісів.